# Concha Buika

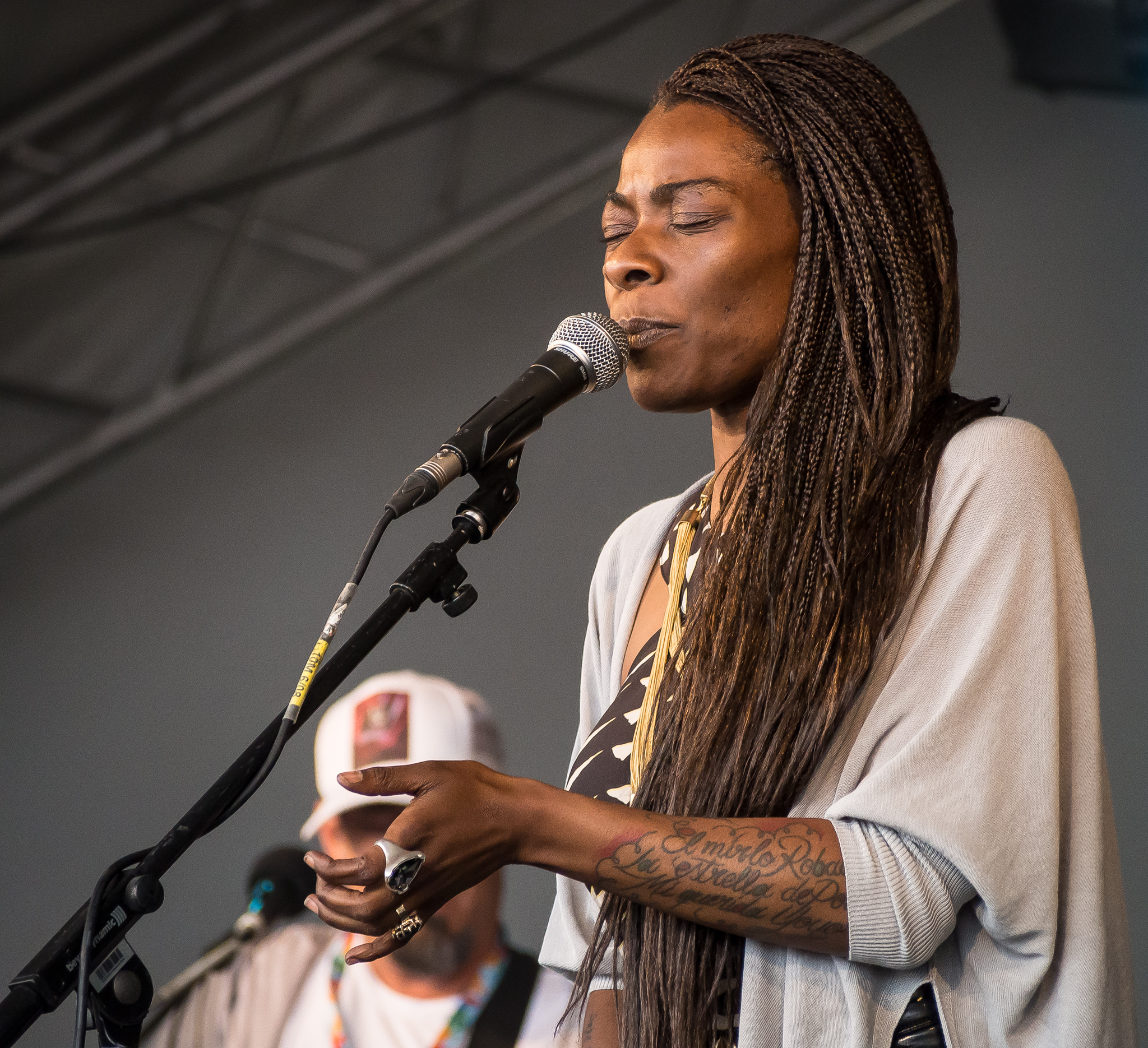
Buika, WOMAD 2016

Buika, auch bekannt als Concha Buika (eigentlich María Concepción Balboa Buika; * 11. Mai 1972 in Palma de Mallorca), ist eine spanische Sängerin und Komponistin. 

## Leben und Wirken
Ihre Eltern sind aus Äquatorialguinea. Sie wuchs u. a. in nächster Nachbarschaft mit Gitanos (Zigeunern) auf.
Ihr künstlerisches Schaffen umspannt ebenso Klassiker der Copla andaluza wie Jazzstandards, Boleros oder Rancheras aus Hispanoamerika, postmodernen Flamenco und eigene Kompositionen, in denen sich die stilistische Offenheit der Künstlerin widerspiegelt.
Ihre kommerzielle Karriere  als Sängerin begann im Jahr 2000 mit Mestizüo, einem Album mit Jazzstandards, dass sie noch unter dem Künstlernamen Concha Buika mit dem mallorquinischen Pianisten Jacob Sureda einspielte. Nachdem sie als Sängerin in verschiedenen elektronischen Tanzmusikstücken aufgetreten war, erschien 2005 ihr Debütalbum, dass sie unter dem auf den Familiennamen ihrer Mutter reduzierten und fortan verwendeten Künstlernamen Buika veröffentlichte. Mit dem Produzenten Javier Limón erarbeitete sie das Folgealbum Mi niña Lola (2006), das von der Kritik gefeiert wurde und 2007 einen Jahrespreis der deutschen Schallplattenkritik erhielt. Das kommerziell erfolgreiche Album erreichte Platz 11 der spanischen Album-Charts und verkaufte sich auch in Frankreich gut.
Buika arbeitete wieder mit Limón an ihrem nächsten Album Niña de fuego (2008), das bei den Latin Grammy Awards als Album des Jahres nominiert wurde. Mit El último trago (2009), einer Hommage an die legendäre Sängerin Chavela Vargas, gelangte sie in die Top Ten der spanischen Albumcharts. Das Album gewann 2010 einen Latin-Grammy für das beste traditionelle Tropical-Album.
Buika zog 2011 nach Miami; im selben Jahr wurde ihre Retrospektive En mi piel: The Best of Buika veröffentlicht. Nach internationalen Tourneen und einer Auszeit ging sie 2012 wieder ins Studio und nahm mit ihrem langjährigen Trio (Pianist Ivan „Melon“ Lewis und Schlagzeuger Ramón Porrina) und Gästen wie Pat Metheny das Album La noche más larga auf, das im Juni 2013 veröffentlicht wurde. Im Rahmen des Jazz Fest Wien gastierte sie im Juli 2014 in der Staatsoper Wien. Ihr Album Para mi wurde für den Grammy 2018 als bestes Weltmusik-Album nominiert.
2023 lebte die Künstlerin in der Dominikanischen Republik, in Punta Cana, wie sie der spanischen Nachrichtenagentur EFE mitteilte.

## Diskografie
- Mestizüo (mit Jacob Sureda, 2000)
- Buika (2005)
- Mi niña Lola (2006)
- Niña de fuego (2008)

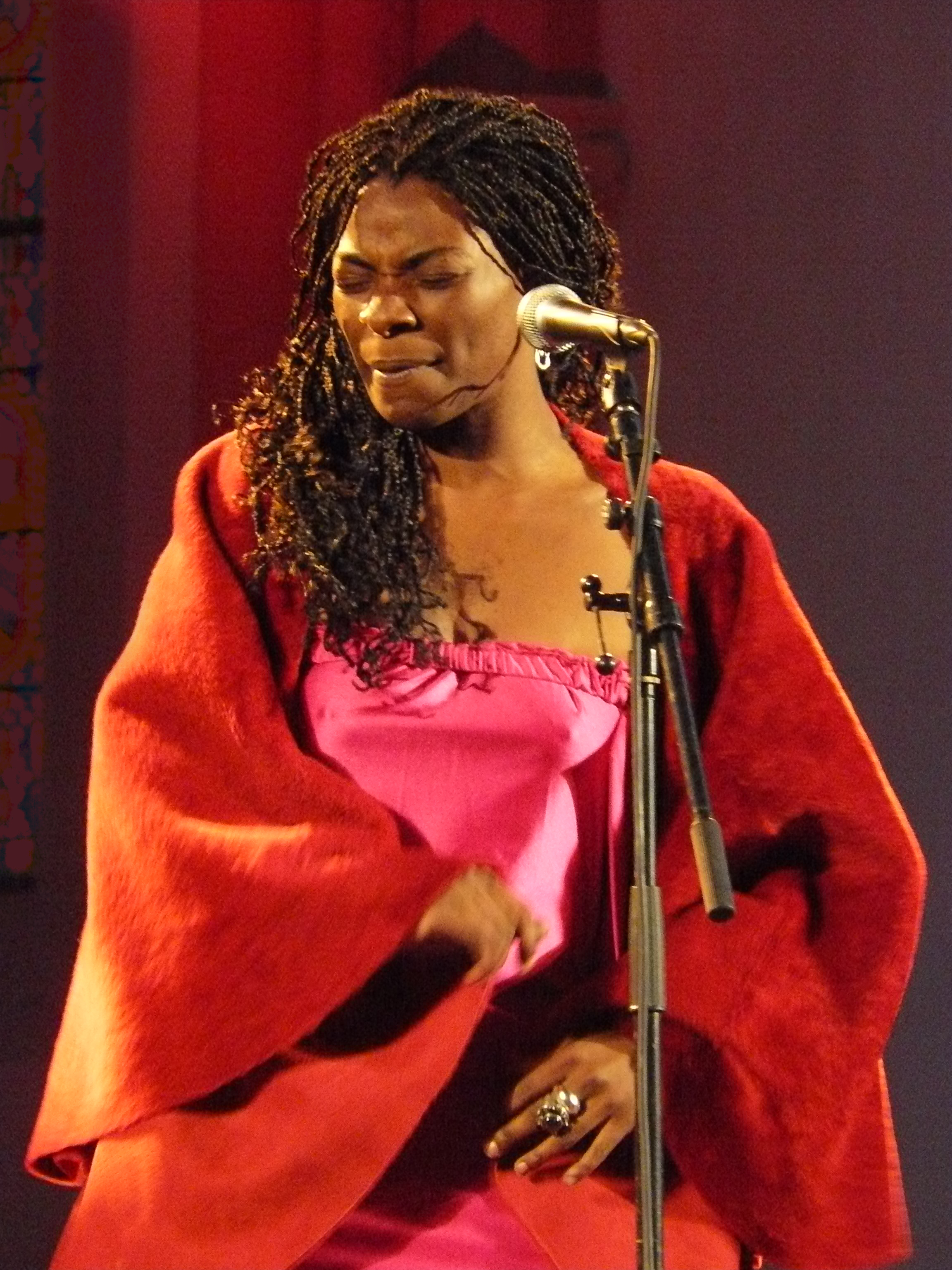
Buika, Frankreich 2008

- El último trago (mit Chucho Valdés, 2009)
- En mi piel (2011)
- La noche más larga (2013)
- Vivir sin miedo (2015)
- Para mi (2017)

### Kollaborationen
- Fuerte (mit Nelly Furtado, 2009)
- Casi Uno (mit Anoushka Shankar, auf deren Album Traveller, 2011)
- Africa Speaks (mit Carlos Santana, 2019)

## Filmografie
- 2006: Liebe um jeden Preis (Hors de prix) (Trüby Trio feat. Concha Buika, Mitwirkung am Soundtrack mit einem Song)
- 2011: Die Haut, in der ich wohne (La piel que habito) (Gastauftritt als Sängerin mit zwei Songs)

## Weblinks

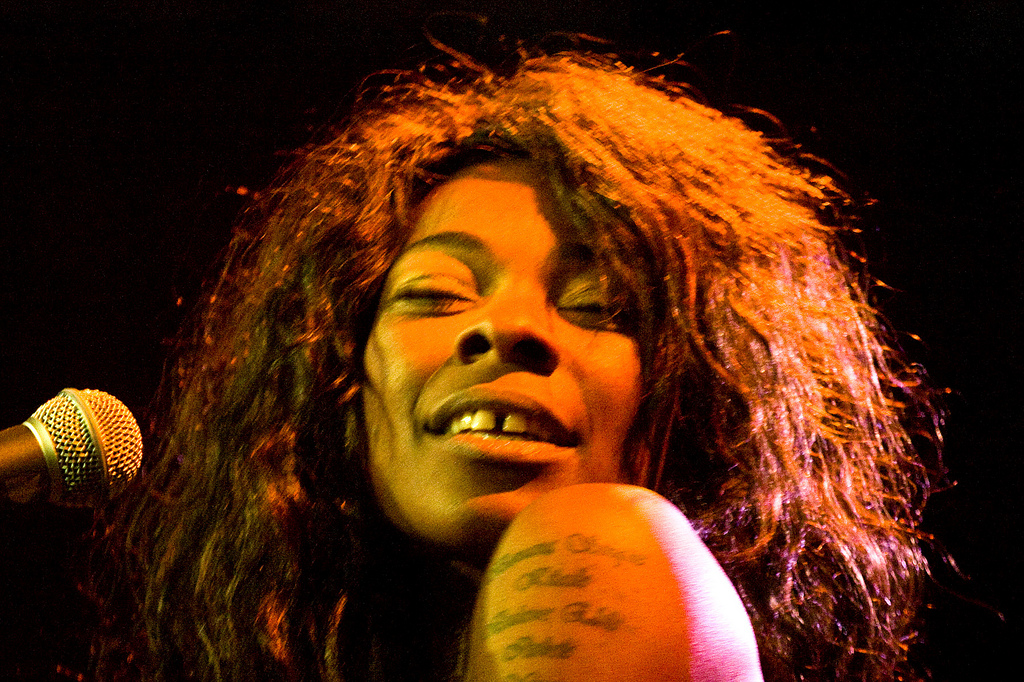
Buika 2008